# Torneio de Wimbledon de 2017 - Dia a dia
Estes foram os jogos realizados nas quadras mais importantes a partir do primeiro dia das chaves principais.

## Dia 1 (3 de julho)
- Cabeças de chave eliminados:
  - Simples masculino:  Stan Wawrinka [5],  Nick Kyrgios [20],  Ivo Karlović [21],  Fernando Verdasco [31]
  - Simples feminino:  Mirjana Lučić-Baroni [26],  Roberta Vinci [31]

Ordem dos jogos:
| Quadra Central              | Quadra Central            | Quadra Central        | Quadra Central              |
| Evento                      | Vencedor(a)/(es/as)       | Derrotado(a)/(os/as)  | Resultado                   |
| --------------------------- | ------------------------- | --------------------- | --------------------------- |
| Simples masculino – 1ª fase | Andy Murray [1]           | Alexander Bublik [LL] | 6–1, 6–4, 6–2               |
| Simples feminino – 1ª fase  | Petra Kvitová [11]        | Johanna Larsson       | 6–3, 6–4                    |
| Simples masculino – 1ª fase | Daniil Medvedev           | Stan Wawrinka [5]     | 6–4, 3–6, 6–4, 6–1          |
| Quadra Nº 1                 |                           |                       |                             |
| Evento                      | Vencedor(a)/(es/as)       | Derrotado(a)/(os/as)  | Resultado                   |
| Simples feminino – 1ª fase  | Venus Williams [10]       | Elise Mertens         | 7–67, 6–4                   |
| Simples masculino – 1ª fase | Rafael Nadal [4]          | John Millman [PR]     | 6–1, 6–3, 6–2               |
| Simples feminino – 1ª fase  | Johanna Konta [6]         | Hsieh Su-wei          | 6–2, 6–2                    |
| Simples feminino – 1ª fase  | Victoria Azarenka [PR]    | Catherine Bellis      | 3–6, 6–2, 6–1               |
| Quadra Nº 2                 |                           |                       |                             |
| Evento                      | Vencedor(a)/(es/as)       | Derrotado(a)/(os/as)  | Resultado                   |
| Simples masculino – 1ª fase | Jo-Wilfried Tsonga [12]   | Cameron Norrie [WC]   | 6–3, 6–2, 6–2               |
| Simples feminino – 1ª fase  | Simona Halep [2]          | Marina Erakovic [Q]   | 6–4, 6–1                    |
| Simples masculino – 1ª fase | Marin Čilić [7]           | Philipp Kohlschreiber | 6–4, 6–2, 6–3               |
| Simples feminino – 1ª fase  | Heather Watson [WC]       | Maryna Zanevska       | 6–1, 7–65                   |
| Simples feminino – 1ª fase  | Carla Suárez Navarro [25] | Eugenie Bouchard      | 1–6, 6–1, 6–1               |
| Quadra Nº 3                 |                           |                       |                             |
| Evento                      | Vencedor(a)/(es/as)       | Derrotado(a)/(os/as)  | Resultado                   |
| Simples masculino – 1ª fase | Pierre-Hugues Herbert     | Nick Kyrgios [20]     | 6–3, 6–4, ab.               |
| Simples feminino – 1ª fase  | Elina Svitolina [4]       | Ashleigh Barty        | 7–6, 7–68                   |
| Simples masculino – 1ª fase | Aljaž Bedene              | Ivo Karlović [21]     | 56–7, 7–66, 76–7, 7–67, 8–6 |

## Dia 2 (4 de julho)
- Cabeças de chave eliminados:
  - Simples masculino:  Feliciano López [19],  Richard Gasquet [22]
  - Simples feminino:  Anastasia Pavlyuchenkova [16],  Daria Gavrilova [20],  Kiki Bertens [23],  Lauren Davis [28],  Zhang Shuai [30]

Ordem dos jogos:
| Quadra Central              | Quadra Central             | Quadra Central          | Quadra Central      |
| Evento                      | Vencedor(a)/(es/as)        | Derrotado(a)/(os/as)    | Resultado           |
| --------------------------- | -------------------------- | ----------------------- | ------------------- |
| Simples feminino – 1ª fase  | Angelique Kerber [1]       | Irina Falconi [Q]       | 6–4, 6–4            |
| Simples masculino – 1ª fase | Novak Djokovic [2]         | Martin Kližan           | 6–3, 2–0, ab.       |
| Simples masculino – 1ª fase | Roger Federer [3]          | Alexandr Dolgopolov     | 6–3, 3–0, ab.       |
| Simples feminino – 1ª fase  | Caroline Wozniacki [5]     | Tímea Babos             | 6–4, 4–6, 6–1       |
| Quadra Nº 1                 |                            |                         |                     |
| Evento                      | Vencedor(a)/(es/as)        | Derrotado(a)/(os/as)    | Resultado           |
| Simples masculino – 1ª fase | Milos Raonic [6]           | Jan-Lennard Struff      | 7–65, 6–2, 7–64     |
| Simples feminino – 1ª fase  | Karolína Plíšková [3]      | Evgeniya Rodina         | 6–1, 6–4            |
| Simples masculino – 1ª fase | Dominic Thiem [8]          | Vasek Pospisil          | 6–4, 6–4, 6–3       |
| Quadra Nº 2                 |                            |                         |                     |
| Evento                      | Vencedor(a)/(es/as)        | Derrotado(a)/(os/as)    | Resultado           |
| Simples masculino – 1ª fase | Juan Martín del Potro [29] | Thanasi Kokkinakis [PR] | 6–3, 3–6, 7–62, 6–4 |
| Simples feminino – 1ª fase  | Agnieszka Radwańska [9]    | Jelena Janković         | 7–63, 6–0           |
| Simples masculino – 1ª fase | Tomáš Berdych [11]         | Jérémy Chardy           | 6–3, 3–6, 7–64, 6–4 |
| Simples feminino – 1ª fase  | Svetlana Kuznetsova [7]    | Ons Jabeur [Q]          | 6–3, 6–2            |
| Quadra Nº 3                 |                            |                         |                     |
| Evento                      | Vencedor(a)/(es/as)        | Derrotado(a)/(os/as)    | Resultado           |
| Simples masculino – 1ª fase | Kyle Edmund                | Alexander Ward [Q]      | 4–6, 6–3, 6–2, 6–1  |
| Simples feminino – 1ª fase  | Garbiñe Muguruza [14]      | Ekaterina Alexandrova   | 6–2, 6–4            |
| Simples masculino – 1ª fase | Alexander Zverev [10]      | Evgeny Donskoy          | 6–4, 7–63, 6–3      |
| Simples feminino – 1ª fase  | Kristina Mladenovic [12]   | Pauline Parmentier      | 6–1, 6–3            |

## Dia 3 (5 de julho)
- Cabeças de chave eliminados:
  - Simples masculino:  Lucas Pouille [14]
  - Simples feminino:  Petra Kvitová [11],  Elena Vesnina [15],  Madison Keys [17],  Anastasija Sevastova [18],  Barbora Strýcová [22],  Carla Suárez Navarro [25]
  - Duplas masculinas:  Jean-Julien Rojer /  Horia Tecău [9],  Feliciano López /  Marc López [11]
  - Duplas femininas:  Gabriela Dabrowski /  Xu Yifan [10],  Eri Hozumi /  Miyu Kato

Ordem dos jogos:
| Quadra Central              | Quadra Central          | Quadra Central            | Quadra Central       |
| Evento                      | Vencedor(a)/(es/as)     | Derrotado(a)/(os/as)      | Resultado            |
| --------------------------- | ----------------------- | ------------------------- | -------------------- |
| Simples feminino – 2ª fase  | Johanna Konta [6]       | Donna Vekić               | 7–64, 4–6, 10–8      |
| Simples masculino – 2ª fase | Andy Murray [1]         | Dustin Brown              | 6–3, 6–2, 6–2        |
| Simples masculino – 2ª fase | Rafael Nadal [4]        | Donald Young              | 6–4, 6–2, 7–5        |
| Quadra Nº 1                 |                         |                           |                      |
| Evento                      | Vencedor(a)/(es/as)     | Derrotado(a)/(os/as)      | Resultado            |
| Simples masculino – 2ª fase | Kei Nishikori [9]       | Sergiy Stakhovsky [Q]     | 6–4, 76–7, 6–1, 7–66 |
| Simples feminino – 2ª fase  | Venus Williams [10]     | Wang Qiang                | 4–6, 6–4, 6–1        |
| Simples feminino – 2ª fase  | Simona Halep [2]        | Beatriz Haddad Maia       | 7–5, 6–3             |
| Quadra Nº 2                 |                         |                           |                      |
| Evento                      | Vencedor(a)/(es/as)     | Derrotado(a)/(os/as)      | Resultado            |
| Simples feminino – 2ª fase  | Heather Watson [WC]     | Anastasija Sevastova [18] | 6–0, 6–4             |
| Simples masculino – 2ª fase | Jo-Wilfried Tsonga [12] | Simone Bolelli [Q]        | 6–1, 7–5, 6–2        |
| Simples masculino – 2ª fase | Marin Čilić [7]         | Florian Mayer             | 7–62, 6–4, 7–5       |
| Simples feminino – 2ª fase  | Madison Brengle         | Petra Kvitová [11]        | 6–3, 1–6, 6–2        |
| Quadra Nº 3                 |                         |                           |                      |
| Evento                      | Vencedor(a)/(es/as)     | Derrotado(a)/(os/as)      | Resultado            |
| Simples feminino – 2ª fase  | Victoria Azarenka [PR]  | Elena Vesnina [15]        | 6–3, 6–3             |
| Simples masculino – 2ª fase | Aljaž Bedene            | Damir Džumhur             | 6–3, 3–6, 6–3, 6–3   |
| Simples masculino – 2ª fase | Jerzy Janowicz [PR]     | Lucas Pouille [14]        | 7–64, 7–65, 3–6, 6–1 |
| Simples feminino – 2ª fase  | Camila Giorgi           | Madison Keys [17]         | 6–4, 106–7, 6–1      |

## Dia 4 (6 de julho)
- Cabeças de chave eliminados:
  - Simples masculino:  Jack Sock [17],  John Isner [23],  Juan Martín del Potro [29],  Paolo Lorenzi [32]
  - Simples feminino:  Karolína Plíšková [3],  Kristina Mladenovic [12],  Daria Kasatkina [29],  Lucie Šafářová [32]
  - Duplas femininas:  Abigail Spears /  Katarina Srebotnik [6],  Raquel Atawo /  Jeļena Ostapenko [11],  Kiki Bertens /  Johanna Larsson [14]

Ordem dos jogos:
| Quadra Central              | Quadra Central            | Quadra Central             | Quadra Central      |
| Evento                      | Vencedor(a)/(es/as)       | Derrotado(a)/(os/as)       | Resultado           |
| --------------------------- | ------------------------- | -------------------------- | ------------------- |
| Simples masculino – 2ª fase | Gaël Monfils [15]         | Kyle Edmund                | 7–61, 6–4, 6–4      |
| Simples feminino – 2ª fase  | Magdaléna Rybáriková [PR] | Karolína Plíšková [3]      | 3–6, 7–5, 6–2       |
| Simples masculino – 2ª fase | Roger Federer [3]         | Dušan Lajović              | 7–60, 6–3, 6–2      |
| Quadra Nº 1                 |                           |                            |                     |
| Evento                      | Vencedor(a)/(es/as)       | Derrotado(a)/(os/as)       | Resultado           |
| Simples masculino – 2ª fase | Novak Djokovic [2]        | Adam Pavlásek              | 6–2, 6–2, 6–1       |
| Simples masculino – 2ª fase | Dominic Thiem [8]         | Gilles Simon               | 5–7, 6–4, 6–2, 6–4  |
| Simples feminino – 2ª fase  | Angelique Kerber [1]      | Kirsten Flipkens           | 7–5, 7–5            |
| Quadra Nº 2                 |                           |                            |                     |
| Evento                      | Vencedor(a)/(es/as)       | Derrotado(a)/(os/as)       | Resultado           |
| Simples masculino – 2ª fase | Grigor Dimitrov [13]      | Marcos Baghdatis           | 6–3, 6–2, 6–1       |
| Simples feminino – 2ª fase  | Agnieszka Radwańska [9]   | Christina McHale           | 5–7, 7–67, 6–3      |
| Simples masculino – 2ª fase | Milos Raonic [6]          | Mikhail Youzhny            | 3–6, 7–67, 6–4, 7–5 |
| Simples feminino – 2ª fase  | Caroline Wozniacki [5]    | Tsvetana Pironkova         | 6–3, 6–4            |
| Quadra Nº 3                 |                           |                            |                     |
| Evento                      | Vencedor(a)/(es/as)       | Derrotado(a)/(os/as)       | Resultado           |
| Simples feminino – 2ª fase  | Svetlana Kuznetsova [7]   | Ekaterina Makarova         | 6–0, 7–5            |
| Simples masculino – 2ª fase | Ernests Gulbis [PR]       | Juan Martín del Potro [29] | 6–4, 6–4, 7–63      |
| Simples feminino – 2ª fase  | Garbiñe Muguruza [14]     | Yanina Wickmayer           | 6–2, 6–4            |
| Simples masculino – 2ª fase | Alexander Zverev [10]     | Frances Tiafoe             | 6–3, 6–4, 6–3       |

## Dia 5 (7 de julho)
- Cabeças de chave eliminados:
  - Simples masculino:  Kei Nishikori [9],  Steve Johnson [26],  Fabio Fognini [28],  Karen Khachanov [30]
  - Simples feminino:  Dominika Cibulková [8]
  - Duplas masculinas:  Jamie Murray /  Bruno Soares [3],  Rohan Bopanna /  Édouard Roger-Vasselin [8],  Juan Sebastián Cabal /  Robert Farah [12],  Fabrice Martin /  Daniel Nestor [13],  Julio Peralta /  Horacio Zeballos [15]
  - Duplas femininas:  Bethanie Mattek-Sands /  Lucie Šafářová [1]

Ordem dos jogos:
| Quadra Central              | Quadra Central                   | Quadra Central                         | Quadra Central           |
| Evento                      | Vencedor(a)/(es/as)              | Derrotado(a)/(os/as)                   | Resultado                |
| --------------------------- | -------------------------------- | -------------------------------------- | ------------------------ |
| Simples feminino – 3ª fase  | Victoria Azarenka [PR]           | Heather Watson [WC]                    | 3–6, 6–1, 6–4            |
| Simples masculino – 3ª fase | Rafael Nadal [4]                 | Karen Khachanov [30]                   | 6–1, 6–4, 7–63           |
| Simples masculino – 3ª fase | Andy Murray [1]                  | Fabio Fognini [28]                     | 6–2, 4–6, 6–1, 7–5       |
| Quadra Nº 1                 |                                  |                                        |                          |
| Evento                      | Vencedor(a)/(es/as)              | Derrotado(a)/(os/as)                   | Resultado                |
| Simples masculino – 3ª fase | Marin Čilić [7]                  | Steve Johnson [26]                     | 6–4, 7–63, 6–4           |
| Simples feminino – 3ª fase  | Johanna Konta [6]                | Maria Sakkari                          | 6–4, 6–1                 |
| Simples feminino – 3ª fase  | Venus Williams [10]              | Naomi Osaka                            | 7–63, 6–4                |
| Duplas mistas – 1ª fase     | Nicole Melichar Andre Begemann   | Laura Robson [WC] Dominic Inglot [WC]  | 6–3, 6–4                 |
| Quadra Nº 2                 |                                  |                                        |                          |
| Evento                      | Vencedor(a)/(es/as)              | Derrotado(a)/(os/as)                   | Resultado                |
| Simples masculino – 3ª fase | Gilles Müller [16]               | Aljaž Bedene                           | 7–64, 7–5, 6–4           |
| Simples feminino – 3ª fase  | Simona Halep [2]                 | Peng Shuai                             | 6–4, 7–67                |
| Simples feminino – 3ª fase  | Jeļena Ostapenko [13]            | Camila Giorgi                          | 7–5, 7–5                 |
| Simples masculino – 3ª fase | Sam Querrey [24]                 | Jo-Wilfried Tsonga [12]                | 6-2, 3–6, 7-65, 1-6, 7-5 |
| Quadra Nº 3                 |                                  |                                        |                          |
| Evento                      | Vencedor(a)/(es/as)              | Derrotado(a)/(os/as)                   | Resultado                |
| Simples masculino – 3ª fase | Roberto Bautista Agut [18]       | Kei Nishikori [9]                      | 6–4, 7–63, 3–6, 6–3      |
| Simples feminino – 3ª fase  | Elina Svitolina [4]              | Carina Witthöft                        | 6–1, 7–5                 |
| Duplas femininas – 2ª fase  | Chan Yung-jan Martina Hingis [3] | Natela Dzalamidze Veronika Kudermetova | 6–1, 6–3                 |
| Simples masculino – 3ª fase | Kevin Anderson                   | Ruben Bemelmans [Q]                    | 7–63, 6–4, 7–63          |

## Dia 6 (8 de julho)
- Cabeças de chave eliminados:
  - Simples masculino:  Jo-Wilfried Tsonga [12],  Gaël Monfils [15],  Albert Ramos Viñolas [25],  Mischa Zverev [27]
  - Simples feminino:  Timea Bacsinszky [19]
  - Duplas masculinas:  Pierre-Hugues Herbert /  Nicolas Mahut [2],  Bob Bryan /  Mike Bryan [5]
  - Duplas mistas:  Édouard Roger-Vasselin /  Andrea Hlaváčková [5],  Rajeev Ram /  Casey Dellacqua [6],  Jean-Julien Rojer /  Chan Hao-ching [8],  Aisam-ul-Haq Qureshi /  Anna-Lena Grönefeld [13],  Marcin Matkowski /  Květa Peschke [14]

Ordem dos jogos:
| Quadra Central              | Quadra Central                      | Quadra Central                              | Quadra Central           |
| Evento                      | Vencedor(a)/(es/as)                 | Derrotado(a)/(os/as)                        | Resultado                |
| --------------------------- | ----------------------------------- | ------------------------------------------- | ------------------------ |
| Simples feminino – 3ª fase  | Agnieszka Radwańska [9]             | Timea Bacsinszky [19]                       | 3–6, 6–4, 6–1            |
| Simples masculino – 3ª fase | Novak Djokovic [2]                  | Ernests Gulbis [PR]                         | 6–4, 6–1, 7–62           |
| Simples masculino – 3ª fase | Roger Federer [3]                   | Mischa Zverev [27]                          | 7–63, 6–4, 6–4           |
| Quadra Nº 1                 |                                     |                                             |                          |
| Evento                      | Vencedor(a)/(es/as)                 | Derrotado(a)/(os/as)                        | Resultado                |
| Simples masculino – 3ª fase | Milos Raonic [5]                    | Albert Ramos Viñolas [25]                   | 7–63, 6–4, 7–5           |
| Simples feminino – 3ª fase  | Caroline Wozniacki [5]              | Anett Kontaveit                             | 3–6, 7–63, 6–2           |
| Simples masculino – 3ª fase | Dominic Thiem [8]                   | Jared Donaldson                             | 7–5, 6–4, 6–2            |
| Quadra Nº 2                 |                                     |                                             |                          |
| Evento                      | Vencedor(a)/(es/as)                 | Derrotado(a)/(os/as)                        | Resultado                |
| Simples feminino – 3ª fase  | Garbiñe Muguruza [14]               | Sorana Cîrstea                              | 6–2, 6–2                 |
| Simples masculino – 3ª fase | Sam Querrey [24]                    | Jo-Wilfried Tsonga [12]                     | 6–2, 3–6, 7–65, 1–6, 7–5 |
| Simples feminino – 3ª fase  | Angelique Kerber [1]                | Shelby Rogers                               | 4–6, 7–62, 6–4           |
| Simples masculino – 3ª fase | Alexander Zverev [10]               | Sebastian Ofner [Q]                         | 6–4, 6–4, 6–2            |
| Duplas mistas – 2ª fase     | Jamie Murray [1] Martina Hingis [1] | Neal Skupski [WC] Anna Smith [WC]           | 6–3, 6–0                 |
| Quadra Nº 3                 |                                     |                                             |                          |
| Evento                      | Vencedor(a)/(es/as)                 | Derrotado(a)/(os/as)                        | Resultado                |
| Simples masculino – 3ª fase | Grigor Dimitrov [13]                | Dudi Sela                                   | 6–1, 6–1, ab.            |
| Simples feminino – 3ª fase  | Coco Vandeweghe [24]                | Alison Riske                                | 6–2, 6–4                 |
| Simples masculino – 3ª fase | Tomáš Berdych [11]                  | David Ferrer                                | 6–3, 6–4, 6–3            |
| Duplas masculinas – 2ª fase | Jay Clarke [WC] Marcus Willis [WC]  | Pierre-Hugues Herbert [2] Nicolas Mahut [2] | 3–6, 6–1, 7–63, 5–7, 6–3 |

## Middle Sunday (9 de julho)
Pela tradição, este domingo, chamado de 'Middle Sunday', é dia de descanso.

## Dia 7 (10 de julho)
- Cabeças de chave eliminados:
  - Simples masculino:  Rafael Nadal [4],  Dominic Thiem [8],  Alexander Zverev [10],  Grigor Dimitrov [13],  Roberto Bautista Agut [18]
  - Simples feminino:  Angelique Kerber [1],  Elina Svitolina [4],  Caroline Wozniacki [5],  Agnieszka Radwańska [9],  Caroline Garcia [21],  Ana Konjuh [27]
  - Duplas masculinas:  Ivan Dodig /  Marcel Granollers [6],  Raven Klaasen /  Rajeev Ram [7],  Florin Mergea /  Aisam-ul-Haq Qureshi [14]
  - Duplas femininas:  Tímea Babos /  Andrea Hlaváčková [4],  Lucie Hradecká /  Kateřina Siniaková [5],  Julia Görges /  Barbora Strýcová [7],  Kirsten Flipkens /  Sania Mirza [13],  Andreja Klepač /  María José Martínez Sánchez [15]
  - Duplas mistas:  Raven Klaasen /  Katarina Srebotnik [7]

Ordem dos jogos:
| Quadra Central              | Quadra Central                                                         | Quadra Central                                                         | Quadra Central            |
| Evento                      | Vencedor(a)/(es/as)                                                    | Derrotado(a)/(os/as)                                                   | Resultado                 |
| --------------------------- | ---------------------------------------------------------------------- | ---------------------------------------------------------------------- | ------------------------- |
| Simples feminino – 4ª fase  | Venus Williams [10]                                                    | Ana Konjuh [27]                                                        | 6–3, 6–2                  |
| Simples masculino – 4ª fase | Andy Murray [1]                                                        | Benoît Paire                                                           | 7–61, 6–4, 6–4            |
| Simples masculino – 4ª fase | Roger Federer [3]                                                      | Grigor Dimitrov [13]                                                   | 6–4, 6–2, 6–4             |
| Quadra Nº 1                 |                                                                        |                                                                        |                           |
| Evento                      | Vencedor(a)/(es/as)                                                    | Derrotado(a)/(os/as)                                                   | Resultado                 |
| Simples feminino – 4ª fase  | Johanna Konta [6]                                                      | Caroline Garcia [21]                                                   | 7–63, 4–6, 6–4            |
| Simples masculino – 4ª fase | Gilles Müller [16]                                                     | Rafael Nadal [4]                                                       | 6–3, 6–4, 3–6, 4–6, 15–13 |
| Simples masculino – 4ª fase | Adrian Mannarino vs. Novak Djokovic                                    | Adrian Mannarino vs. Novak Djokovic                                    | cancelado                 |
| Quadra Nº 2                 |                                                                        |                                                                        |                           |
| Evento                      | Vencedor(a)/(es/as)                                                    | Derrotado(a)/(os/as)                                                   | Resultado                 |
| Simples feminino – 4ª fase  | Garbiñe Muguruza [14]                                                  | Angelique Kerber [1]                                                   | 4–6, 6–4, 6–4             |
| Simples feminino – 4ª fase  | Simona Halep [2]                                                       | Victoria Azarenka [PR]                                                 | 7–63, 6–2                 |
| Simples masculino – 4ª fase | Milos Raonic [5]                                                       | Alexander Zverev [10]                                                  | 4–6, 7–5, 4–6, 7–5, 6–1   |
| Quadra Nº 3                 |                                                                        |                                                                        |                           |
| Evento                      | Vencedor(a)/(es/as)                                                    | Derrotado(a)/(os/as)                                                   | Resultado                 |
| Simples feminino – 4ª fase  | Svetlana Kuznetsova [7]                                                | Agnieszka Radwańska [9]                                                | 6–2, 6–4                  |
| Simples feminino – 4ª fase  | Coco Vandeweghe [24]                                                   | Caroline Wozniacki [5]                                                 | 7–64, 6–4                 |
| Simples masculino – 4ª fase | Tomáš Berdych [11]                                                     | Dominic Thiem [8]                                                      | 6–3, 16–7, 6–3, 3–6, 6–3  |
| Duplas masculinas – 3ª fase | Marcus Daniell / Marcelo Demoliner vs. Ken Skupski / Neal Skupski [WC] | Marcus Daniell / Marcelo Demoliner vs. Ken Skupski / Neal Skupski [WC] | 36–7, 7–5, 76–7, suspenso |

## Dia 8 (11 de julho)
- Cabeças de chave eliminados:
  - Simples feminino:  Simona Halep [2],  Svetlana Kuznetsova [7],  Jeļena Ostapenko [13],  Coco Vandeweghe [24]
  - Duplas mistas:  Roman Jebavý /  Lucie Hradecká [16]

Ordem dos jogos:
| Quadra Central                       | Quadra Central                                                                | Quadra Central                                                                | Quadra Central           |
| Evento                               | Vencedor(a)/(es/as)                                                           | Derrotado(a)/(os/as)                                                          | Resultado                |
| ------------------------------------ | ----------------------------------------------------------------------------- | ----------------------------------------------------------------------------- | ------------------------ |
| Simples masculino – 4ª fase          | Novak Djokovic [2]                                                            | Adrian Mannarino                                                              | 6–2, 7–65, 6–4           |
| Simples feminino – Quartas de final  | Venus Williams [10]                                                           | Jeļena Ostapenko [13]                                                         | 6–3, 7–5                 |
| Simples feminino – Quartas de final  | Johanna Konta [6]                                                             | Simona Halep [2]                                                              | 26–7, 7–65,6–4           |
| Simples feminino – Quartas de final  | Magdaléna Rybáriková [PR]                                                     | Coco Vandeweghe [24]                                                          | 6–3, 6-3                 |
| Quadra Nº 1                          |                                                                               |                                                                               |                          |
| Evento                               | Vencedor(a)/(es/as)                                                           | Derrotado(a)/(os/as)                                                          | Resultado                |
| Simples feminino – Quartas de final  | Garbiñe Muguruza [14]                                                         | Svetlana Kuznetsova [7]                                                       | 6–3, 6–4                 |
| Simples feminino – Quartas de final  | Magdaléna Rybáriková [PR]                                                     | Coco Vandeweghe [24]                                                          | 6–3, 2–2, suspenso       |
| Quadra Nº 2                          |                                                                               |                                                                               |                          |
| Evento                               | Vencedor(a)/(es/as)                                                           | Derrotado(a)/(os/as)                                                          | Resultado                |
| Duplas mistas – 3ª fase              | Jamie Murray [1] Martina Hingis [1]                                           | Roman Jebavý [16] Lucie Hradecká [16]                                         | 6–3, 6–4                 |
| Duplas masculinas – Quartas de final | Henri Kontinen / John Peers [1] vs. Ryan Harrison / Michael Venus [10]        | Henri Kontinen / John Peers [1] vs. Ryan Harrison / Michael Venus [10]        | 6–4, 56–7, 4–3, suspenso |
| Quadra Nº 3                          |                                                                               |                                                                               |                          |
| Evento                               | Vencedor(a)/(es/as)                                                           | Derrotado(a)/(os/as)                                                          | Resultado                |
| Duplas masculinas – 3ª fase          | Ken Skupski [WC] Neal Skupski [WC]                                            | Marcus Daniell Marcelo Demoliner                                              | 7–63, 5–7, 7–67, 6–4     |
| Duplas masculinas – Quartas de final | Hans Podlipnik-Castillo / Andrei Vasilevski vs. Nikola Mektić / Franko Škugor | Hans Podlipnik-Castillo / Andrei Vasilevski vs. Nikola Mektić / Franko Škugor | 7–68, 4–6, 1–1, suspenso |

## Dia 9 (12 de julho)
- Cabeças de chave eliminados:
  - Simples masculino:  Andy Murray [1],  Novak Djokovic [2],  Milos Raonic [6],  Gilles Müller [16] Ryan Harrison /  Michael Venus [10]
  - Duplas femininas:  Chan Yung-jan [3] /  Martina Hingis [3],  Ashleigh Barty /  Casey Dellacqua [8]
  - Duplas mistas:  Ivan Dodig /  Sania Mirza [4],  Juan Sebastián Cabal /  Abigail Spears [9],  Max Mirnyi /  Ekaterina Makarova [12],  Michael Venus /  Barbora Krejčíková

Ordem dos jogos:
| Quadra Central                         | Quadra Central                                | Quadra Central                              | Quadra Central             |
| Evento                                 | Vencedor(a)/(es/as)                           | Derrotado(a)/(os/as)                        | Resultado                  |
| -------------------------------------- | --------------------------------------------- | ------------------------------------------- | -------------------------- |
| Simples masculino – Quartas de final   | Sam Querrey [24]                              | Andy Murray [1]                             | 3–6, 6–4, 46–7, 6–1, 6–1   |
| Simples masculino – Quartas de final   | Roger Federer [3]                             | Milos Raonic [6]                            | 6–4, 6–2, 7–64             |
| Duplas femininas – Quartas de final    | Anna-Lena Grönefeld [12] Květa Peschke [12]   | Chan Yung-jan [3] Martina Hingis [3]        | 6–4, 3–6, 6–4              |
| Quadra Nº 1                            |                                               |                                             |                            |
| Evento                                 | Vencedor(a)/(es/as)                           | Derrotado(a)/(os/as)                        | Resultado                  |
| Simples masculino – Quartas de final   | Marin Čilić [7]                               | Gilles Müller [16]                          | 3–6, 7–66, 7–5, 5–7, 6–1   |
| Simples masculino – Quartas de final   | Tomáš Berdych [11]                            | Novak Djokovic [2]                          | 7–62, 2–0, ab.             |
| Duplas mistas – 3ª fase                | Ken Skupski [WC] Jocelyn Rae [WC]             | Max Mirnyi [12] Ekaterina Makarova [12]     | 5–7, 6–4, 9–7              |
| Quadra Nº 2                            |                                               |                                             |                            |
| Evento                                 | Vencedor(a)/(es/as)                           | Derrotado(a)/(os/as)                        | Resultado                  |
| Duplas masculinas – Quartas de final   | Henri Kontinen [1] John Peers [1]             | Ryan Harrison [10] Michael Venus [10]       | 6–4, 56–7, 46–7, 7–67, 6–1 |
| Duplas femininas – Quartas de final    | Ekaterina Makarova [2] Elena Vesnina [2]      | Ashleigh Barty [8] Casey Dellacqua [8]      | 6–4, 4–6, 6–4              |
| Duplas mistas – 3ª fase                | Marcelo Demoliner María José Martínez Sánchez | John Peers Sabine Lisicki                   | 6–4, 3–6, 7–5              |
| Duplas mistas – 3ª fase                | Henri Kontinen Heather Watson                 | Ivan Dodig [4] Sania Mirza [4]              | 7–64, 6–4                  |
| Quadra Nº 3                            |                                               |                                             |                            |
| Evento                                 | Vencedor(a)/(es/as)                           | Derrotado(a)/(os/as)                        | Resultado                  |
| Duplas masculinas – Quartas de final   | Nikola Mektić Franko Škugor                   | Hans Podlipnik-Castillo Andrei Vasilevski   | 86–7, 6–4, 7–65, 7–5       |
| Duplas femininas – Quartas de final    | Chan Hao-ching [9] Monica Niculescu [9]       | Catherine Bellis Markéta Vondroušová        | 6–3, 6–4                   |
| Duplas mistas – 3ª fase                | Mate Pavić Lyudmyla Kichenok                  | Juan Sebastián Cabal [9] Abigail Spears [9] | 7–65, 5–7, 6–3             |
| Duplas mistas – 3ª fase                | Bruno Soares [2] Elena Vesnina [2]            | Michael Venus [15] Barbora Krejčíková [15]  | 46–7, 6–4, 6–2             |
| Duplas masculinas convidadas – Grupo B | Mario Ančić Jamie Delgado                     | Thomas Enqvist Thomas Johansson             | 7–5, 4–6, [13–11]          |

## Dia 10 (13 de julho)
- Cabeças de chave eliminados:
  - Simples feminino:  Johanna Konta [6]
  - Duplas masculinas:  Henri Kontinen /  John Peers [1]
  - Duplas mistas:  Rohan Bopanna /  Gabriela Dabrowski [10]

Ordem dos jogos:
| Quadra Central                                  | Quadra Central                                | Quadra Central                             | Quadra Central             |
| Evento                                          | Vencedor(a)/(es/as)                           | Derrotado(a)/(os/as)                       | Resultado                  |
| ----------------------------------------------- | --------------------------------------------- | ------------------------------------------ | -------------------------- |
| Simples feminino – Semifinais                   | Garbiñe Muguruza [14]                         | Magdaléna Rybáriková [PR]                  | 6–1, 6–1                   |
| Simples feminino – Semifinais                   | Venus Williams [10]                           | Johanna Konta [6]                          | 6–4, 6–2                   |
| Duplas mistas – Quartas de final                | Jamie Murray [1] Martina Hingis [1]           | Ken Skupski [WC] Jocelyn Rae [WC]          | 6–4, 6–4                   |
| Duplas mistas – Quartas de final                | Henri Kontinen Heather Watson                 | Rohan Bopanna [10] Gabriela Dabrowski [10] | 46–7, 6–4, 7–5             |
| Quadra Nº 1                                     |                                               |                                            |                            |
| Evento                                          | Vencedor(a)/(es/as)                           | Derrotado(a)/(os/as)                       | Resultado                  |
| Duplas masculinas – Semifinais                  | Łukasz Kubot [4] Marcelo Melo [4]             | Henri Kontinen [1] John Peers [1]          | 6–3, 46–7, 6–2, 4–6, 9–7   |
| Duplas mistas – Quartas de final                | Bruno Soares [2] Elena Vesnina [2]            | Andre Begemann Nicole Melichar             | 7–5, 6–4                   |
| Duplas femininas convidadas – Grupo A           | Cara Black Martina Navratilova                | Andrea Jaeger Conchita Martínez            | 6–3, 6–1                   |
| Quadra Nº 2                                     |                                               |                                            |                            |
| Evento                                          | Vencedor(a)/(es/as)                           | Derrotado(a)/(os/as)                       | Resultado                  |
| Duplas masculinas convidadas – Grupo A          | Lleyton Hewitt Mark Philippoussis             | Jamie Baker Colin Fleming                  | 4–6, 6–2, [10–6]           |
| Duplas masculinas – Semifinais                  | Oliver Marach [16] Mate Pavić [16]            | Nikola Mektić Franko Škugor                | 4–6, 7–5, 7–64, 3–6, 17–15 |
| Duplas masculinas seniores convidadas – Grupo B | Jacco Eltingh Paul Haarhuis                   | Andrew Castle Michael Chang                | 6–4, 6–4                   |
| Duplas mistas – Quartas de final                | Marcelo Demoliner María José Martínez Sánchez | Mate Pavić Lyudmyla Kichenok               | 6–3, 2–6, 6–3              |
| Quadra Nº 3                                     |                                               |                                            |                            |
| Evento                                          | Vencedor(a)/(es/as)                           | Derrotado(a)/(os/as)                       | Resultado                  |
| Duplas masculinas seniores convidadas – Grupo B | Henri Leconte Cédric Pioline                  | Patrick McEnroe Jeff Tarango               | 36–7, 6–2, [12–10]         |
| Duplas masculinas seniores convidadas – Grupo A | Jeremy Bates Chris Wilkinson                  | Wayne Ferreira Goran Ivanišević            | 4–6, 6–2, [12–10]          |
| Duplas masculinas convidadas – Grupo A          | Greg Rusedski Fabrice Santoro                 | Mansour Bahrami Michaël Llodra             | 6–4, 3–6, [10–7]           |
| Duplas masculinas convidadas – Grupo B          | Justin Gimelstob Ross Hutchins                | Mario Ančić Jamie Delgado                  | 6–2, 7–5                   |
| Duplas masculinas seniores convidadas – Grupo A | Richard Krajicek Mark Petchey                 | Todd Woodbridge Mark Woodforde             | 6–1, 66–7, [10–7]          |

## Dia 11 (14 de julho)
- Cabeças de chave eliminados:
  - Simples masculino:  Tomáš Berdych [11],  Sam Querrey [24]
  - Duplas femininas:  Anna-Lena Grönefeld /  Květa Peschke [12]
  - Duplas mistas:  Bruno Soares [2] /  Elena Vesnina [2]

Ordem dos jogos:
| Quadra Central                                  | Quadra Central                           | Quadra Central                                | Quadra Central           |
| Evento                                          | Vencedor(a)/(es/as)                      | Derrotado(a)/(os/as)                          | Resultado                |
| ----------------------------------------------- | ---------------------------------------- | --------------------------------------------- | ------------------------ |
| Simples masculino – Semifinais                  | Marin Čilić [7]                          | Sam Querrey [24]                              | 6–7(6–8), 6–4, 7–63, 7–5 |
| Simples masculino – Semifinais                  | Roger Federer [3]                        | Tomáš Berdych [11]                            | 7–6(7–4), 7–64, 6–4      |
| Duplas mistas – Semifinais                      | Jamie Murray [1] Martina Hingis [1]      | Marcelo Demoliner María José Martínez Sánchez | 6–2, 7–5                 |
| Quadra Nº 1                                     |                                          |                                               |                          |
| Evento                                          | Vencedor(a)/(es/as)                      | Derrotado(a)/(os/as)                          | Resultado                |
| Duplas femininas – Semifinais                   | Ekaterina Makarova [2] Elena Vesnina [2] | Anna-Lena Grönefeld [12] Květa Peschke [12]   | 7–5, 6–2                 |
| Duplas femininas – Semifinais                   | Chan Hao-ching [9] Monica Niculescu [9]  | Makoto Ninomiya Renata Voráčová               | 7–64, 4–6, 9–7           |
| Duplas mistas – Semifinais                      | Henri Kontinen Heather Watson            | Bruno Soares [2] Elena Vesnina [2]            | 6–4, 66–7, 6–3           |
| Quadra Nº 2                                     |                                          |                                               |                          |
| Evento                                          | Vencedor(a)/(es/as)                      | Derrotado(a)/(os/as)                          | Resultado                |
| Duplas femininas convidadas – Grupo B           | Magdalena Maleeva Barbara Schett         | Marion Bartoli Iva Majoli                     | 6–1, 6–2                 |
| Quadra Nº 3                                     |                                          |                                               |                          |
| Evento                                          | Vencedor(a)/(es/as)                      | Derrotado(a)/(os/as)                          | Resultado                |
| Duplas masculinas seniores convidadas – Grupo A | Richard Krajicek Mark Petchey            | Wayne Ferreira Goran Ivanišević               | 6–3, 4–6, [10–4]         |
| Duplas femininas convidadas – Grupo B           | Arantxa Sánchez Vicario Selima Sfar      | Lindsay Davenport Mary Joe Fernández          | 4–6, 6–4, [10–3]         |
| Duplas femininas convidadas – Grupo A           | Kim Clijsters Rennae Stubbs              | Andrea Jaeger Conchita Martínez               | 6–2, 7–5                 |
| Duplas femininas convidadas – Grupo A           | Cara Black Martina Navratilova           | Tracy Austin Helena Suková                    | 6–3, 6–4                 |
| Duplas masculinas convidadas – Grupo B          | Thomas Enqvist Thomas Johansson          | Justin Gimelstob Ross Hutchins                | 6–4, 6–3                 |

## Dia 12 (15 de julho)
- Cabeças de chave eliminados:
  - Simples feminino:  Venus Williams [10]
  - Duplas masculinas:  Oliver Marach /  Mate Pavić [16]
  - Duplas femininas:  Chan Hao-ching /  Monica Niculescu [9]

Ordem dos jogos:
| Quadra Central                                  | Quadra Central                           | Quadra Central                          | Quadra Central             |
| Evento                                          | Vencedor(a)/(es/as)                      | Derrotado(a)/(os/as)                    | Resultado                  |
| ----------------------------------------------- | ---------------------------------------- | --------------------------------------- | -------------------------- |
| Simples feminino – Final                        | Garbiñe Muguruza [14]                    | Venus Williams [10]                     | 7–5, 6–0                   |
| Duplas masculinas – Final                       | Łukasz Kubot [4] Marcelo Melo [4]        | Oliver Marach [16] Mate Pavić [16]      | 5–7, 7–5, 7–62, 3–6, 13–11 |
| Duplas femininas – Final                        | Ekaterina Makarova [2] Elena Vesnina [2] | Chan Hao-ching [9] Monica Niculescu [9] | 6–0, 6–0                   |
| Quadra Nº 1                                     |                                          |                                         |                            |
| Evento                                          | Vencedor(a)/(es/as)                      | Derrotado(a)/(os/as)                    | Resultado                  |
| Duplas femininas juvenis – Final                | Claire Liu [3]                           | Ann Li                                  | 2–6, 7–5, 2–6              |
| Duplas masculinas seniores convidadas – Grupo B | Jacco Eltingh Paul Haarhuis              | Henri Leconte Cédric Pioline            | 6–3, 6–4                   |
| Duplas masculinas juvenis – Semifinais          | Jurij Rodionov [3] Michael Vrbenský [3]  | Sebastian Korda Nicolás Mejía           | 6–3, 6–4                   |
| Quadra Nº 2                                     |                                          |                                         |                            |
| Evento                                          | Vencedor(a)/(es/as)                      | Derrotado(a)/(os/as)                    | Resultado                  |
| Duplas masculinas seniores convidadas – Grupo B | Andrew Castle Michael Chang              | Patrick McEnroe Jeff Tarango            | 7–5, 6–3                   |
| Quadra Nº 3                                     |                                          |                                         |                            |
| Evento                                          | Vencedor(a)/(es/as)                      | Derrotado(a)/(os/as)                    | Resultado                  |
| Duplas masculinas cadeirantes – Final           | Alfie Hewett [2] Gordon Reid [2]         | Stéphane Houdet [1] Nicolas Peifer [1]  | 56–7, 7–5, 7–63            |
| Simples feminino cadeirante – Final             | Diede de Groot                           | Sabine Ellerbrock                       | 6–0, 6–4                   |
| Duplas masculinas seniores convidadas – Grupo A | Todd Woodbridge Mark Woodforde           | Jeremy Bates Chris Wilkinson            | 7–5, 7–61                  |

## Dia 13 (16 de julho)
- Cabeças de chave eliminados:
  - Simples masculino:  Marin Čilić [7]

Ordem dos jogos:
| Quadra Central                       | Quadra Central                      | Quadra Central                        | Quadra Central   |
| Evento                               | Vencedor(a)/(es/as)                 | Derrotado(a)/(os/as)                  | Resultado        |
| ------------------------------------ | ----------------------------------- | ------------------------------------- | ---------------- |
| Simples masculino – Final            | Roger Federer [3]                   | Marin Čilić [7]                       | 6–3, 6–1, 6–4    |
| Duplas mistas – Final                | Jamie Murray [1] Martina Hingis [1] | Henri Kontinen Heather Watson         | 6–4, 6–4         |
| Quadra Nº 1                          |                                     |                                       |                  |
| Evento                               | Vencedor(a)/(es/as)                 | Derrotado(a)/(os/as)                  | Resultado        |
| Simples masculino juvenil – Final    | Alejandro Davidovich Fokina [8]     | Axel Geller                           | 7–62, 6–3        |
| Duplas femininas convidadas – Final  | Cara Black Martina Navratilova      | Arantxa Sánchez Vicario Selima Sfar   | 6–2, 4–6, [10–4] |
| Duplas masculinas convidadas – Final | Lleyton Hewitt Mark Philippoussis   | Justin Gimelstob Ross Hutchins        | 6–3, 6–3         |
| Quadra Nº 3                          |                                     |                                       |                  |
| Evento                               | Vencedor(a)/(es/as)                 | Derrotado(a)/(os/as)                  | Resultado        |
| Duplas femininas cadeirantes – Final | Yui Kamiji Jordanne Whiley          | Marjolein Buis [2] Diede de Groot [2] | 2–6, 6–3, 6–0    |
| Simples masculino cadeirante – Final | Gustavo Fernández [2]               | Stefan Olsson                         | 7–6, 3–6, 7–5    |